# Tassarolo
Tassarolo là một đô thị ở tỉnh Alessandria trong vùng Piedmont của Italia, có vị trí cách khoảng 90 km về phía đông nam của Torino và khoảng 25 km về phía đông nam của Alessandria. Tại thời điểm ngày 31 tháng 12 năm 2004, đô thị này có dân số 598 người và diện tích là 7,1 km².
Tassarolo giáp các đô thị: Francavilla Bisio, Gavi, Novi Ligure, và Pasturana.